# 忍道シリーズ
『忍道シリーズ』（しのびどうシリーズ）はスパイク（現：スパイク・チュンソフト）が販売しているコンピュータゲームのシリーズ作品で、忍者をモチーフとしたステルスゲームの一種である。

## 概要
このゲームは忍者が主人公のステルスゲームである。かつてアクワイア は同じ趣向のゲーム『天誅』シリーズを作ったが、『天誅』の版権の変遷により、アクワイアは開発に関われなくなった。その後、スパイクと組んで開発したのが本作である。本作はアクワイアのゲーム、侍道シリーズ（侍、侍道2）の姉妹作でもある。
忍道戒発売より数年が経過した後も続編を望むファンの声も大きく、週刊ファミ通2009年5/8・15合併号にて「読者が続編を熱望するゲームタイトル」で忍道シリーズが141票で11位を獲得している。
また、天誅4発売に際し行われた米大手ゲーム情報サイト1UP.comによるインタヴューでは、アクワイア代表の遠藤琢磨が「忍道シリーズはスパイクが失敗作と考えているので続編は制作されない」旨の発言をしている。しかし、同時に「ファン達がスパイクに多くのメールや嘆願書を送ればスパイクも考えを改めるだろう。ただ、天誅を制作している間は天誅に集中したい」とも語っている。
さらに、アクワイア代表遠藤琢磨のTwitterにおいて忍道新作を望むユーザーとの交流があったことをきっかけに、2010年10月25日にアクワイア公式でTwitterのハッシュタグ「#acquire_do」を公表。忍道および神業、デカボイスなども含めた新作実現に向けた活動を、Twitterにて展開される事がアクワイア公式サイトにて発表。その後、2011年に開催されたゲームイベント・E3において、新作『忍道2 散華』が発表され、PlayStation Vitaのローンチタイトルとして、日本国内では2011年12月17日に発売された。
ただ、このTwitterによるキャンペーンが忍道シリーズ復活の直接のきっかけになった訳ではない模様で、実際は2010年夏頃には開発が開始されていたとプロデューサーが語っている。

## シリーズ作品
- 忍道 戒（2005年11月10日・PS2 開発:アクワイア）
- 忍道 匠（2006年3月30日・PS2 開発:アクワイア）
戒のミッションエディター匠で任務を一般公募し、厳選された130以上の任務を収録したソフト
- 忍道 焔（2006年10月26日・PSP 開発:アクワイア）
戒の後の世界が舞台
- 忍道 血祀鴉（2005年9月26日・Shockwave、iアプリ、EZアプリ、S!アプリ）
Shockwaveで公開されていた、縦スクロールアクションのミニゲーム。後に携帯にも移植された
- 忍道 緋鴉（2006年10月16日・Shockwave、iアプリ）
血祀鴉の続編
- 忍道 葬鴉（2006年10月16日・Shockwave）
緋鴉の続編
- 忍道 暁（2006年7月3日・iアプリ、EZアプリ、S!アプリ 開発:熱中日和）
戒より前の飛鳥の里崩壊の数年前が舞台
- 忍道 厳（2006年10月26日・iアプリ 開発:熱中日和）
暁の続編
- 忍道2 散華（2011年12月17日・PS VITA 開発:アクワイア）
忍道シリーズ、正式ナンバリングタイトル第2作目